# اطار
اطار (به عربی: أطار) یک شهر در شمال موریتانی است که در استان ادرار واقع شده‌است و ساکنان آن به زبان آمازیغی تکلم می‌کنند. این شهر دارای فرودگاه، موزه و مسجدی تاریخی می‌باشد.
اطار یکی از ایستگاه‌های کلیدی در طولانی‌ترین مسابقه در جهان یعنی رالی داکار که در ژانویه هر سال برگزار می‌گردد، محسوب می‌شود.

## خصوصیات
اطار ۲۶٬۱۴۴ نفر جمعیت دارد و ۲۷۰ متر بالاتر از سطح دریا واقع شده‌است.